# Centre universitaire de Clichy (Hauts-de-Seine)
Le centre universitaire de Clichy a été construit à la fin des années 1960 par le rectorat de l'Académie de Paris pour accueillir des étudiants dans le cadre de la croissance des effectifs des établissements d'enseignement supérieur parisiens.

## Un centre transitoire
Implanté quai de Clichy en bord de Seine dans la commune de Clichy-la-Garenne (Hauts-de-Seine), il accueillait, à titre provisoire, de 1970 à 2011 des enseignements de plusieurs départements de l'Institut national des langues et civilisations orientales, notamment Russie-Eurasie (y compris le coréen, anciennement enseigné à Dauphine) et Europe centrale et orientale, ainsi que les cours d'hébreu (anciennement situés à Asnières, mais déplacés par crainte de répercussions du conflit palestinien) et de français langue étrangère (3 060 m2 utiles et 3 588 étudiants en 2005 d'après le Comité national d'évaluation des établissements publics à caractère scientifique, culturel et professionnel). On y trouvait également une antenne de la bibliothèque interuniversitaire des langues orientales.
En novembre 1999, le centre a été endommagé par un incendie.
Jusqu'à la rentrée 1999, la moitié des locaux étaient occupés par l'administration et les cours du DEUG de sciences humaines et sociales de l'Université René-Descartes (notamment ceux de sociologie), qui ont été transférés à Boulogne-Billancourt, dans les mêmes locaux que l'Institut de psychologie de Paris V.
En 2004, la rentrée au centre universitaire de Clichy est retardée de plusieurs semaines en raison de problèmes de sécurité des locaux.
En 2011, les enseignements et activités de recherche de l'INALCO sont déménagés définitivement au Pôle des langues et civilisations situé 65 rue des Grands-Moulins, à Paris (13e arrondissement).
À partir de 2019, un centre d’hébergement pour les SDF du métro, ainsi qu'un centre d'accueil pour demandeurs d'asile sont mis en place (à titre temporaire) sur le terrain, en attendant son affectation défintive.

## Architecture
Le centre comprenait un bâtiment principal de type Pailleron (avec deux amphithéâtres) et plusieurs préfabriqués, Fortement amianté et non conforme aux normes, il a été abandonné après le départ de l'INALCO et le site a été totalement rasé en juin 2016.
Une nouvelle construction provisoire est installée pour le centre d'accueil de SDF et demandeurs d'asile,.